# Victorio Macho

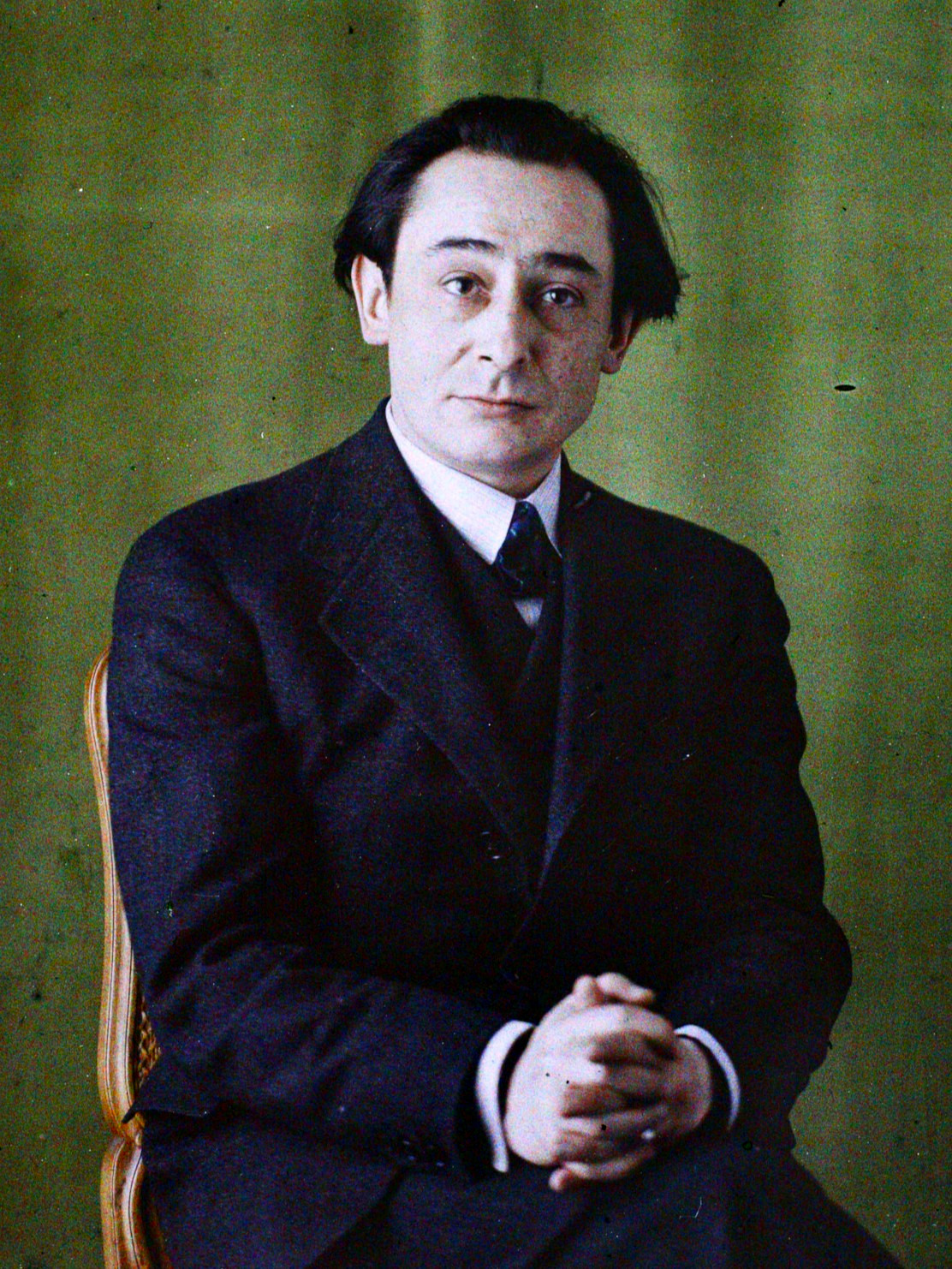
Victorio Macho

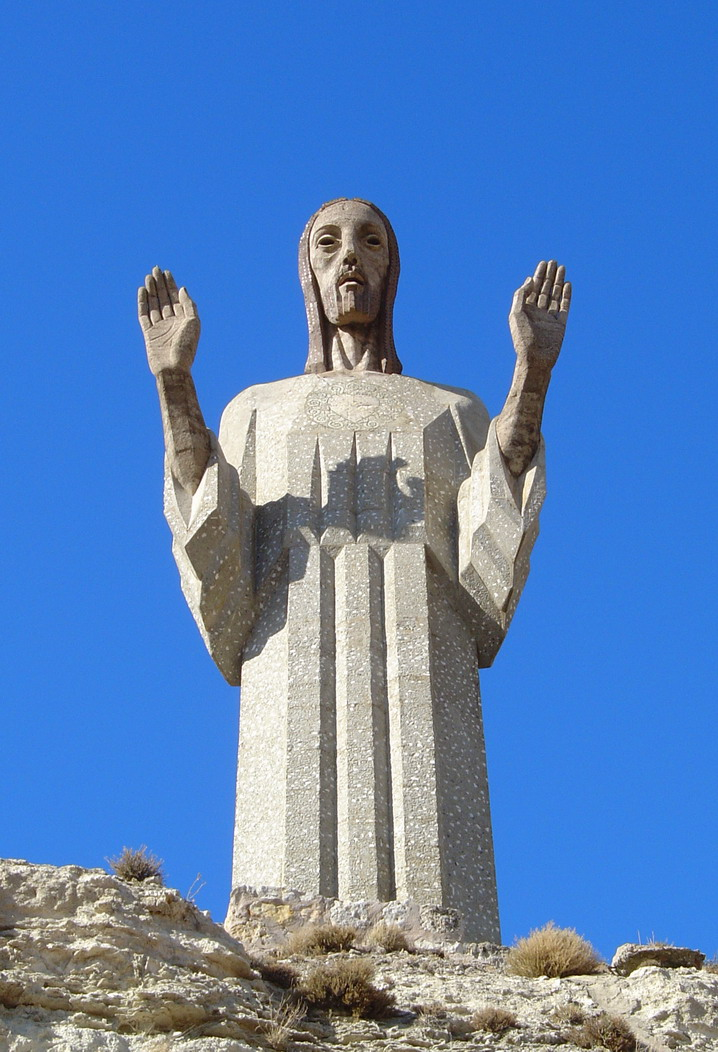
Cristo do Otero.

Victorio Macho (Palência; 23 de dezembro de 1887—Toledo, 13 de julho de 1966) foi um escultor espanhol.

## Biografia
Nasceu em Palência em 1887 no seio de uma família humilde. Os seus pais decidem matriculá-lo na escola de Belas Artes e Ofícios de Santander, onde aprendeu a esculpir. Em 1903, com 16 anos mudou-se para Madrid, continuando os seus estudos na Real Academia de Belas-Artes de São Fernando. Conseguiu a fama com um monumento a Galdós, e consagrouse com a sua exposição no Museu de Arte Moderna de Madrid de 1921.
Fugiu da Espanha durante a ditadura de Primo de Rivera e instalou-se em Hendaia; esculpiu a Miguel de Unamuno e a Santiago Ramón y Cajal. Em 1936 foi designado acadêmico de Belas Artes de San Fernando. Com a Guerra Civil, fugiu de Madrid para Valência junto ao Governo da República. O desfecho da guerra civil levou-o para o exílio na França, na Rússia, e finalmente na América. Após residir seis meses na Colômbia, iniciou uma prolongada estadia em Lima, onde se casou com Zoila Barrós Conti. Regressou à Espanha em 1952. Instalou a sua casa e oficina em Toledo. Esse mesmo edifício aloja desde 1967 o Museu Victorio Macho, criado a partir do seu legado ao Estado espanhol.
De primeiras núpcias contraiu matrimônio com María Martínez de Romarate, viúva de um marquês e cunhada de Guiomar, o amor platônico de Antonio Machado. Veraneavam num imóvel em Villaldavín (Palência).
Faleceu em Toledo e os seus restos foram transladados para Palência, para ser enterrado, por vontade própria, sob a ermida escavada aos pés do Cristo do Otero.

## Obra

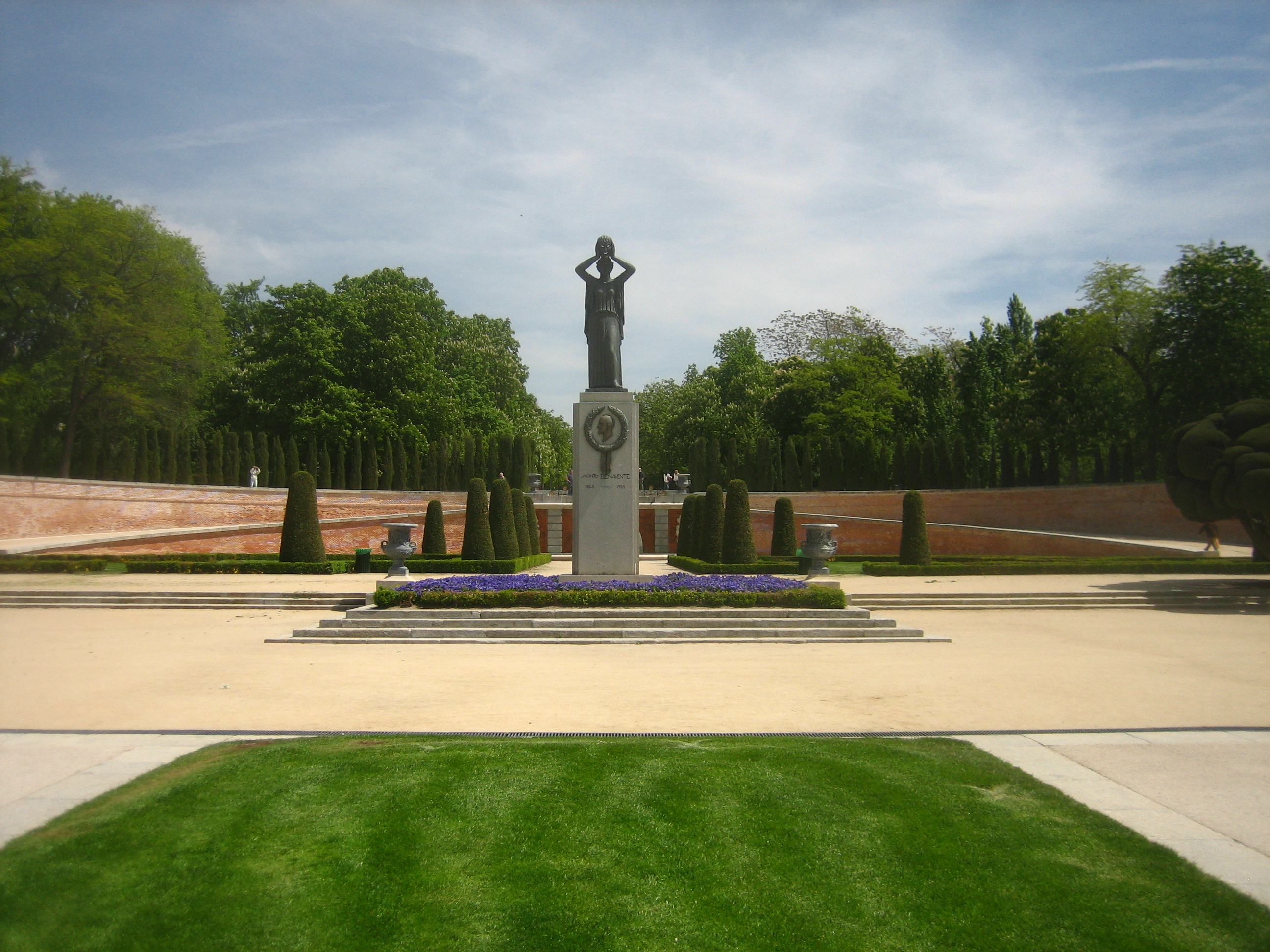
Monumento a Benavente (Retiro, Madrid, 1962).

### Retratos
- 1903 - Danielillo
- 1916 - Marinheiro Basco.Toledo, Museu Victorio Macho.
- 1920 - Estátua jacente do seu irmão Marcelo. Toledo, Museu Victorio Macho.
- 1929 - Cabeça de Valle Inclán Toledo, Museu Victorio Macho.
- 1935 - Busto de Pío Baroja. São Sebastião, Museu San Telmo.
- 1935 - Estátua da sua mãe Toledo, Museu Victorio Macho.

### Obra pública
- 1918 - Monumento a Benito Pérez Galdós, Glorieta de Galdós, Parque do Retiro, Madrid.
- 1922 - Esculturas do Monumento a Juan Sebastián Elcano, obra dos arquitetos Agustín Aguirre e José Azpiroz em Getaria, Guipúscoa.
- 1922 - Monumento a Benito Pérez Galdós, Las Palmas.
- 1925—1927 - Fonte de Concha Espina, Jardins de Pereda, Santander.
- 1926 - Monumento a Santiago Ramón y Cajal, Passeio da Venezuela, Parque do Retiro, Madrid.
- 1930 - Busto de Miguel de Unamuno, Universidade de Salamanca, Salamanca.
- 1930 - O Romano, edifício de Grande Via 60, Madrid.
- 1931 - Cristo do Otero, Palência, onde se encontra enterrado o escultor.
- 1937 - Monumento a Sebastián de Belalcazar, Morro del Tulcán, Popayán.
- 1940 - Monumento a Rafael Uribe Uribe, situada no Parque Nacional Enrique Olaya Herrera de Bogotá, Colômbia.
- 1962 - Monumento a Jacinto Benavente, Parque do Retiro, Madrid.
- 1963 - Monumento a Alonso Berruguete, Praça central de Palência.

### Obra religiosa
- Cristo, Igreja de Corrales de Buelna, Cantábria.

### Obra funerária
- Sepulcro do Dr. Llorente, cemitério de São Justo, Madrid (1917).
- S. do poeta Tomás Morales Castellano, Las Palmas (no conjunto aparece a figura o Implorante, que expôs na I Exposição de Artistas Ibéricos)
- Sepulcro de Marcelino Menéndez Pelayo, Catedral de Santander.
- Sepulcro de Marcelo Macho, irmão do artista, Casa-Museu Victorio Macho, Toledo.
- Mausoléu da Família de Simão Bolívar, Capela da Trindade, Catedral de Caracas, a Venezuela (1930).